# Erich Geldbach

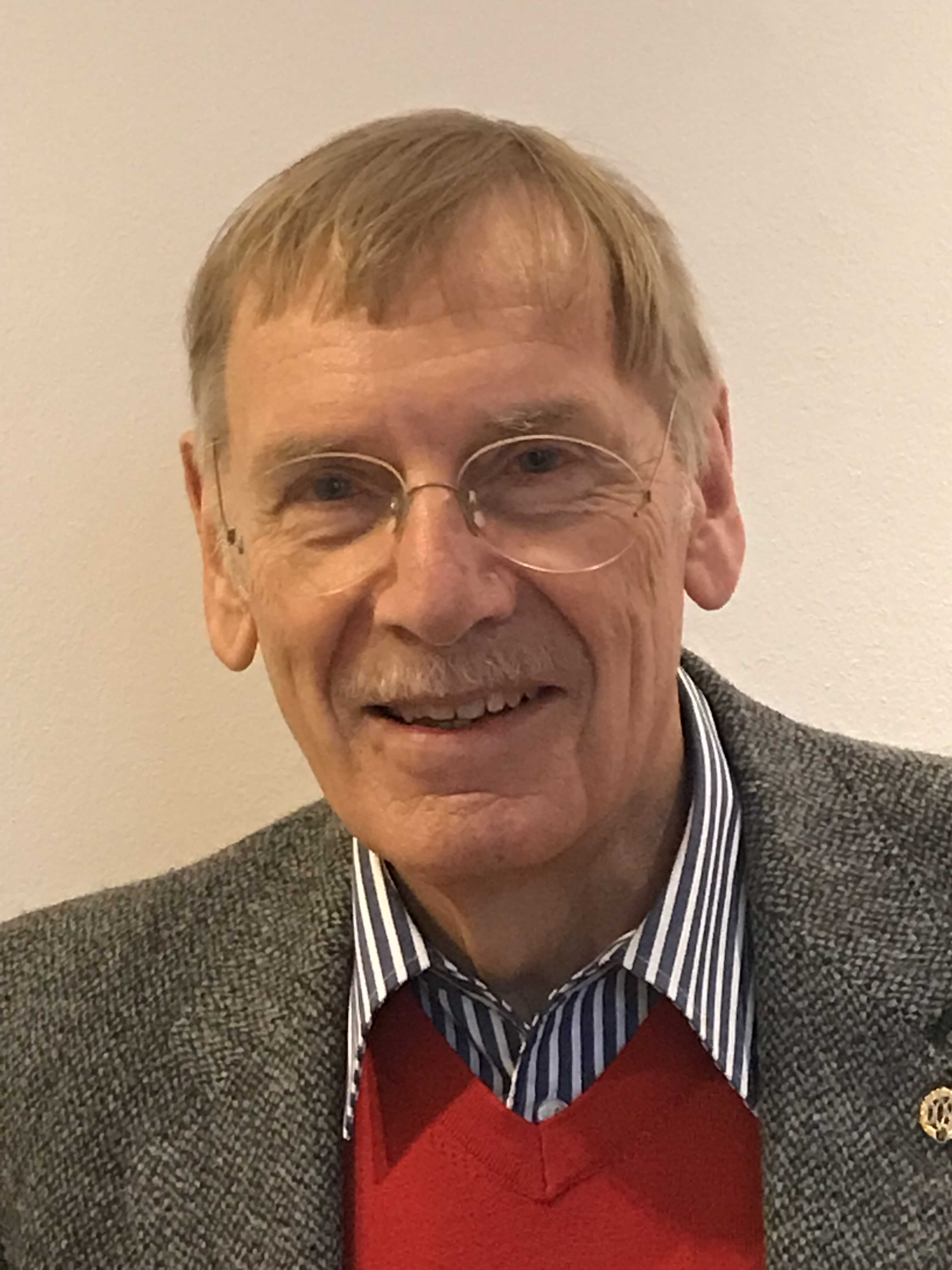
Profesor Erich Geldbach

Erich Geldbach (ur. 1 lutego 1939 w Marburgu) – niemiecki teolog protestancki, specjalista w zakresie ekumenizmu, emerytowany profesor Uniwersytetu w Marburgu i Uniwersytetu w Bochum.

## Życiorys
Na uniwersytecie w Marburgu ukończył studia w zakresie teologii protestanckiej i anglistyki. W 1969 uzyskał stopień naukowy doktora a w 1974 habilitował się. Do 1981 był docentem Wydziału Teologicznego Uniwersytetu Marburskiego, wykładał także za granicą (m.in. w Uniwersytecie Harvardzkim). Pełnił funkcję naukowego współpracownika Konfessionskundliche Institut des Evangelischen Bundes (Instytucie Wiedzy o Wyznaniach Związku Ewangelickiego) w Bensheim. W latach 1997–2004 był profesorem ekumenizmu i symboliki (Professor für Ökumene und Konfessionskunde) Fakultetu Teologii Ewangelickiej Uniwersytetu w Bochum. W roku przejścia na emeryturę uhonorowano go księgą pt. Gemeinschaft der Kirchen und gesellschaftliche Verantwortung: Die Würde des Anderen und das Recht anders zu denken. Festchrift für Professor Dr. Erich Geldbach (red. Lena Lybaek, Konrad Raiser, Stefanie Schardien, 2004 ISBN 978-3825870614).
W 1965 zawarł związek małżeński. Jest ojcem dwóch dorosłych synów.

## Wybrane publikacje
- Christliche Versammlung und Heilsgeschichte bei John Nelson Darby, R. Brockhaus, Wuppertal 1971.
- Ökumene in Gegensätzen, Bensheimer Hefte 66, Vandenhoeck & Ruprecht, Göttingen 1987.
- Freikirchen. Erbe, Gestalt und Wirkung, Bensheimer Hefte 70, Vandenhoeck & Ruprecht, Göttingen 1989, ²2005.
- Konfessionskunde. Orientierung im Zeichen der Ökumene (współautorzy: Reinhard Frieling, Reinhard Thöle), Kohlhammer, Stuttgart-Berlin-Köln 1999.
- In Gottes eigenem Land. Religion und Macht in den USA. Notizen einer Reise, WDL-Verlag, Berlin 2008.